# Sundaying in Fairview
Sundaying in Fairview è un cortometraggio muto del 1917 diretto da Lawrence C. Windom e prodotto dalla Essanay di Chicago.

## Produzione
Il film fu prodotto dalla Essanay Film Manufacturing Company (come Black Cat).

## Distribuzione
Distribuito dalla General Film Company, il film - un cortometraggio di due bobine - uscì nelle sale cinematografiche USA il 1º maggio 1917.